# Судно

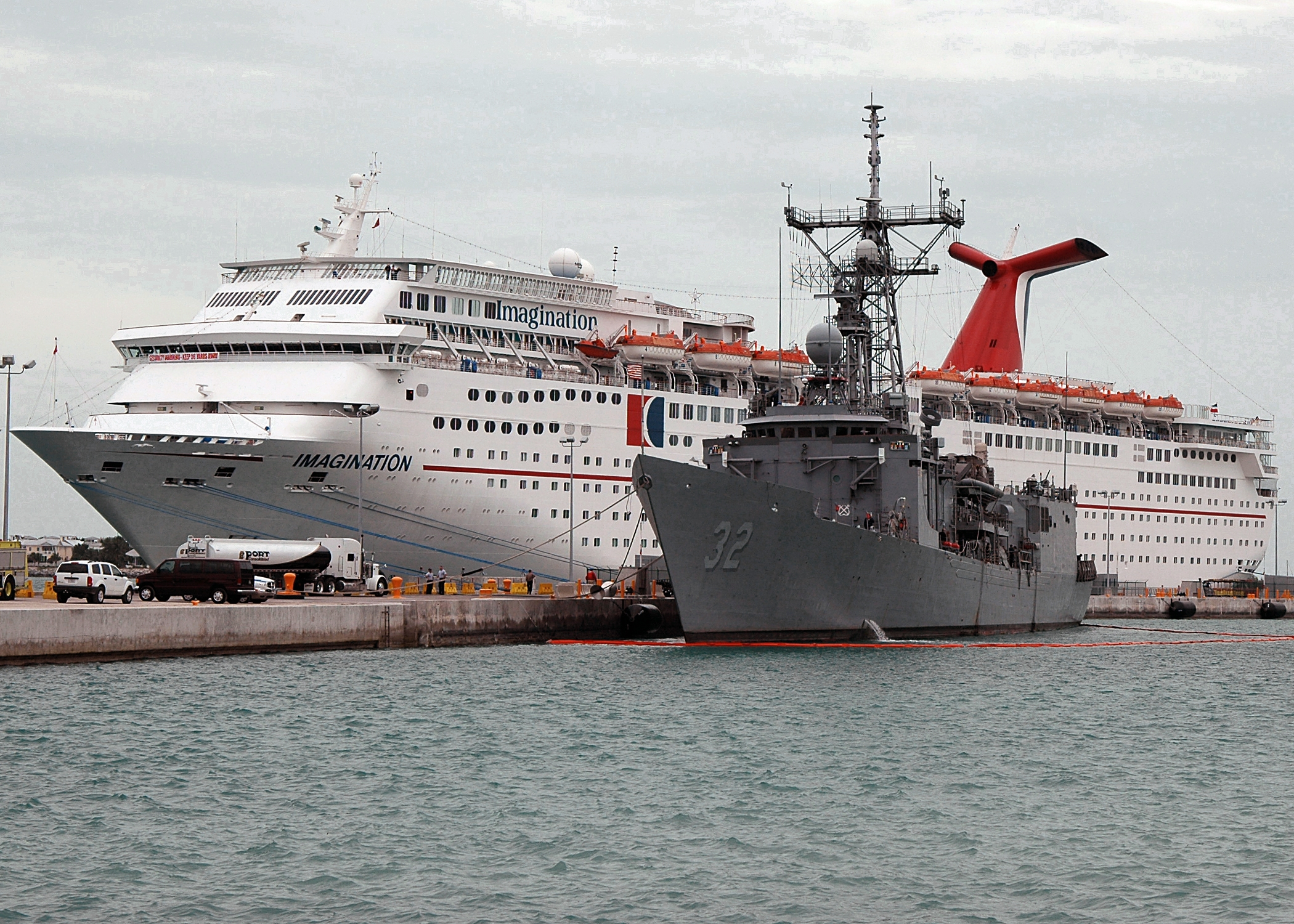
Океанський лайнер і військовий фрегат — різні типи морських суден

Судно́ — узагальнювальний морський термін, який застосовується до усіх видів плавучих засобів, включаючи неводовитісняючі і гідролітаки, які використовують або можуть використати як засоби пересування по воді. За класифікацією Регістру судноплавства України суднами вважаються самохідні або несамохідні плавучі споруди, які використовують в цілях судноплавства, зокрема судна змішаного (річка-море) плавання, пороми, вонботи, днопоглиблювальні й дноочисні снаряди, плавучі крани, населені підводні апарати і глибоководні водолазні комплекси, плавучі бурові установки тощо.

## Термін
Слово судно є однокореневим з посуд, судина, судник, судок і походить від ранішого суд («посудина»), спорідненого з болг. съд («посудина»), в.-луж., н.-луж., словац. і чеськ. sud, словен. sód («бочка»). Подібний паралелізм у назвах плавзасобів і посуду можна знайти і в інших мовах: напр., фр. vaisseau (від лат. vascellum — «маленька посудина») може означати і «судно», і «посудина», і «судина». Для прасл. *sǫdъ («посудина», «щось складене») припускають спільне походження з суд (первісним значенням якого, за однією з гіпотез, було «зібрання»).
Колись суднами називали і військові кораблі, з XX століття ця назва вживається тільки щодо пасажирських, торгівельних, допоміжних плавальних засобів.
Нормативним є наголос на останньому складі, і хоча іноді трапляються твердження, що в значенні «плавзасіб» правильно наголошувати перший склад (саме з таким наголошенням слово наведене у ВТССУМ), а з наголосом на другий вживати тільки значенні «медична посудина», словники української мови XIX—XX століття подають слово судно лише із наголошеним другим складом. У російській мові наголос на другий склад є застарілим.

## Міжнародно-правовий статус суден
Міжнародно-правовий статус суден залежить від того, є вони військовими кораблями і суднами, чи належать до торгових суден.

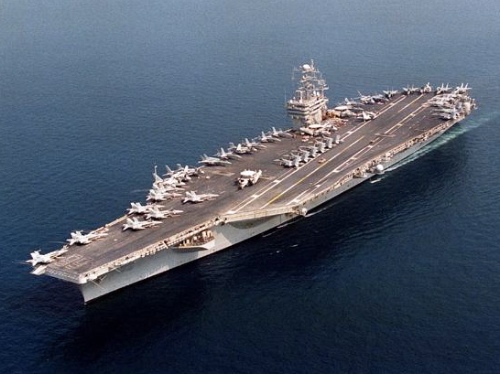
Атомний авіаносець ВМС США Nimitz

Військові кораблі і військово-допоміжні судна є державними суднами, належать військово-морським силам однієї з держав і відповідають критеріям, передбаченим Конвенцією про відкрите море і Конвенцією ООН з морського права. Військові кораблі і судна мають суверенний імунітет держави прапора від іноземної юрисдикції, тобто на них не розповсюджується дія карних, цивільно-правових, адміністративних законів будь-якої держави, крім держави прапора, вони та їх екіпаж (команда) непідсудні іноземним владам, вільні від примусових дій з боку іноземних влад. Держава прапора несе повну міжнародну відповідальність за будь-який збиток, нанесений прибережній країні внаслідок неправомірних дій військового корабля чи судна. При перебуванні в іноземному порту військовий корабель (судно) має низку пільг і привілеїв порівнюючи з торговими суднами — звільняється від усіх видів зборів, санітарного, митного оглядів тощо.

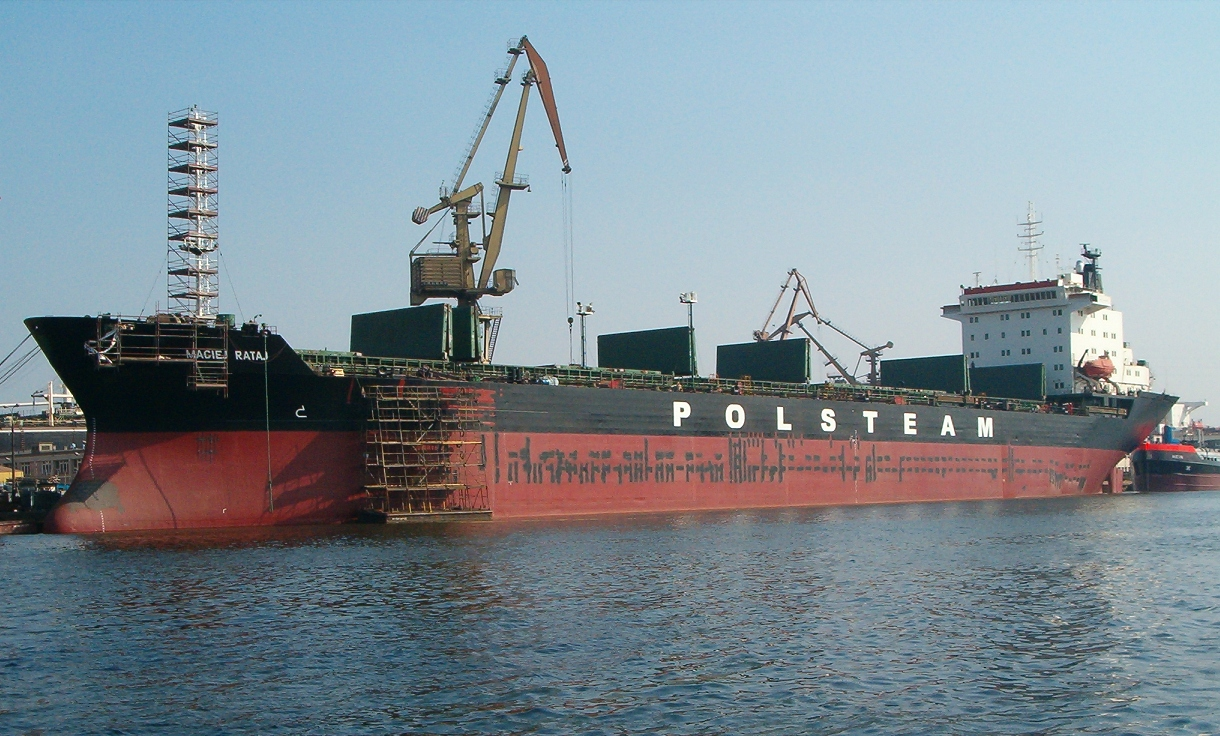
Польський балкер Maciej Rataj

Торговим судном в міжнародно-правовому сенсі є будь-яке судно, що не є військовим. До торгових суден належать усі самохідні і несамохідні плавзасоби, які використовують для транспортування вантажів, пасажирів, багажу, пошти, рибного або іншого морського промислу, добування корисних копалин, рятування, буксирування, несення спеціальних служб (охорона промислів, санітарної і карантинної служби), наукових, навчальних і культурних цілей. Разом з тим, існує тенденція виділити з невійськових суден державні судна, які використовують для спеціальних цілей (так званих публічних цілей: судна рибоохорони, берегової охорони узбережжя тощо), для яких встановлюється правовий режим, близький до статусу військових суден. Законодавство деяких держав зараховує до торгових суден тільки судна, які використовують для перевезення вантажів, пасажирів і багажу, встановивши для науково-дослідних суден, криголамів та інших спеціальних суден особливий правовий режим.

## Класифікація суден
Установа, що займається реєстрацією суден та оцінюванням їх характеристик за допомогою інституту сюрвеєрів на основі розроблених нею правил побудови суден різних типів, називається класифікаційним (або реєстраційним) товариством. Ця оцінка полягає у тому, що класифікаційні товариства присвоюють суднам той чи інший так званий технічний клас, причому для суден, які будуються за правилами цих товариств і під наглядом їхніх агентів, присвоєння цього класу є значно простішою процедурою, ніж присвоєння технічного класу суднам, конструкція яких відступає від цих правил.
Залежно від призначення і технічних характеристик судна і кораблі поділяються на типи, а в межах типів — на підтипи з урахуванням дальності плавання, тоннажу або спеціалізації. Реєстрові судна класифікують за такими ознаками:
за призначенням

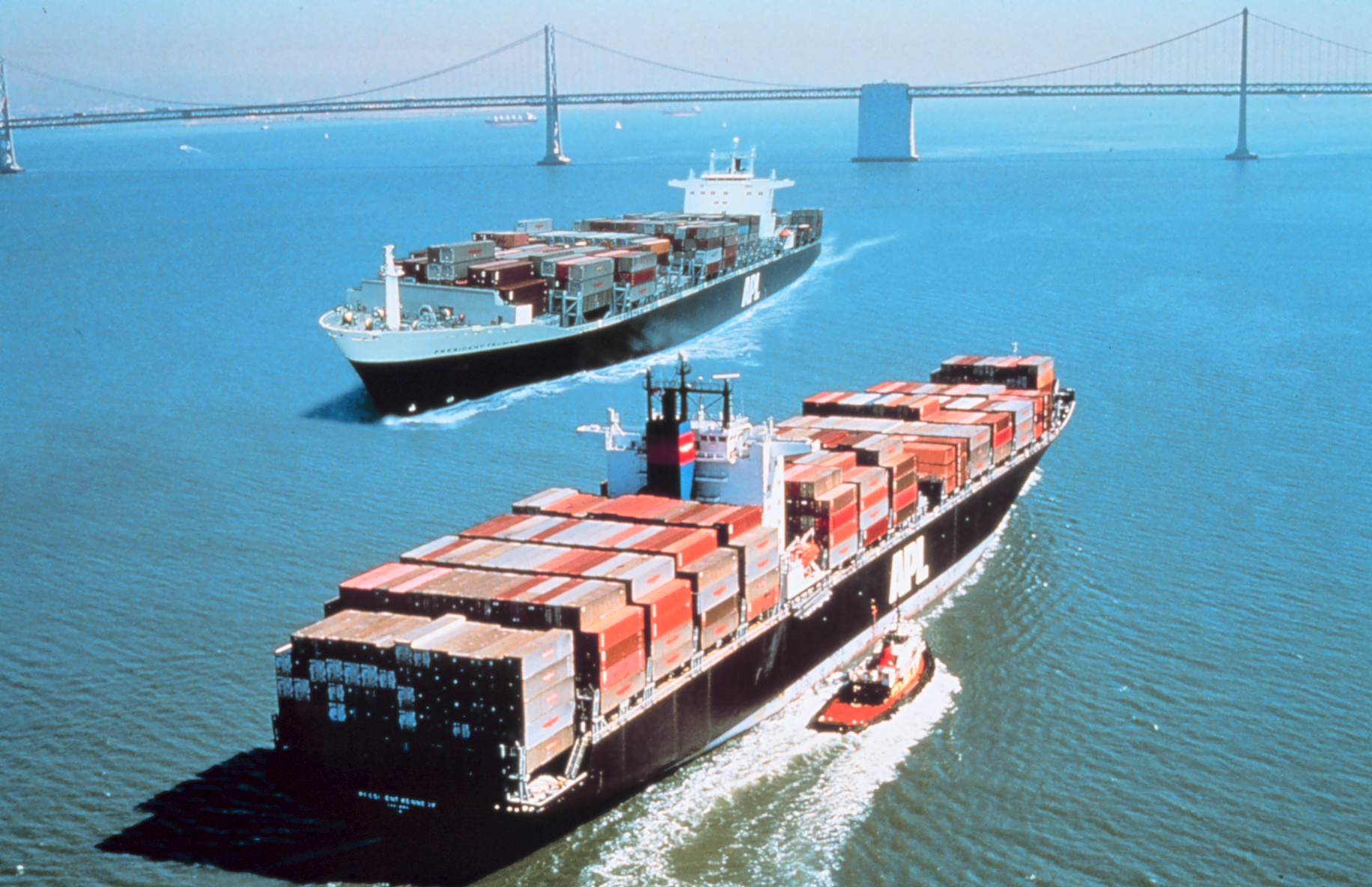
Контейнеровози на вході в порт Сан-Франциско

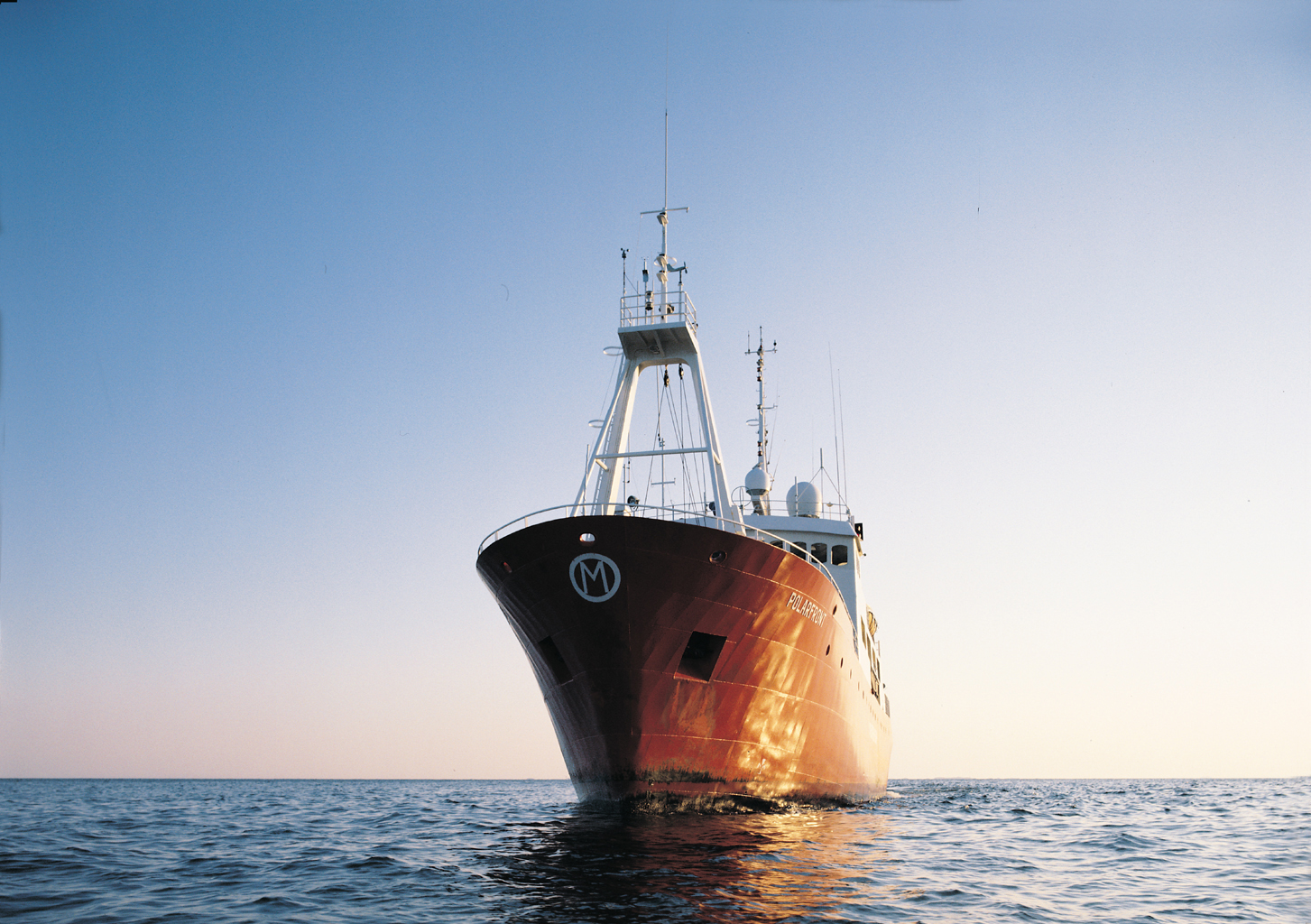
Океанське науково-дослідне судно

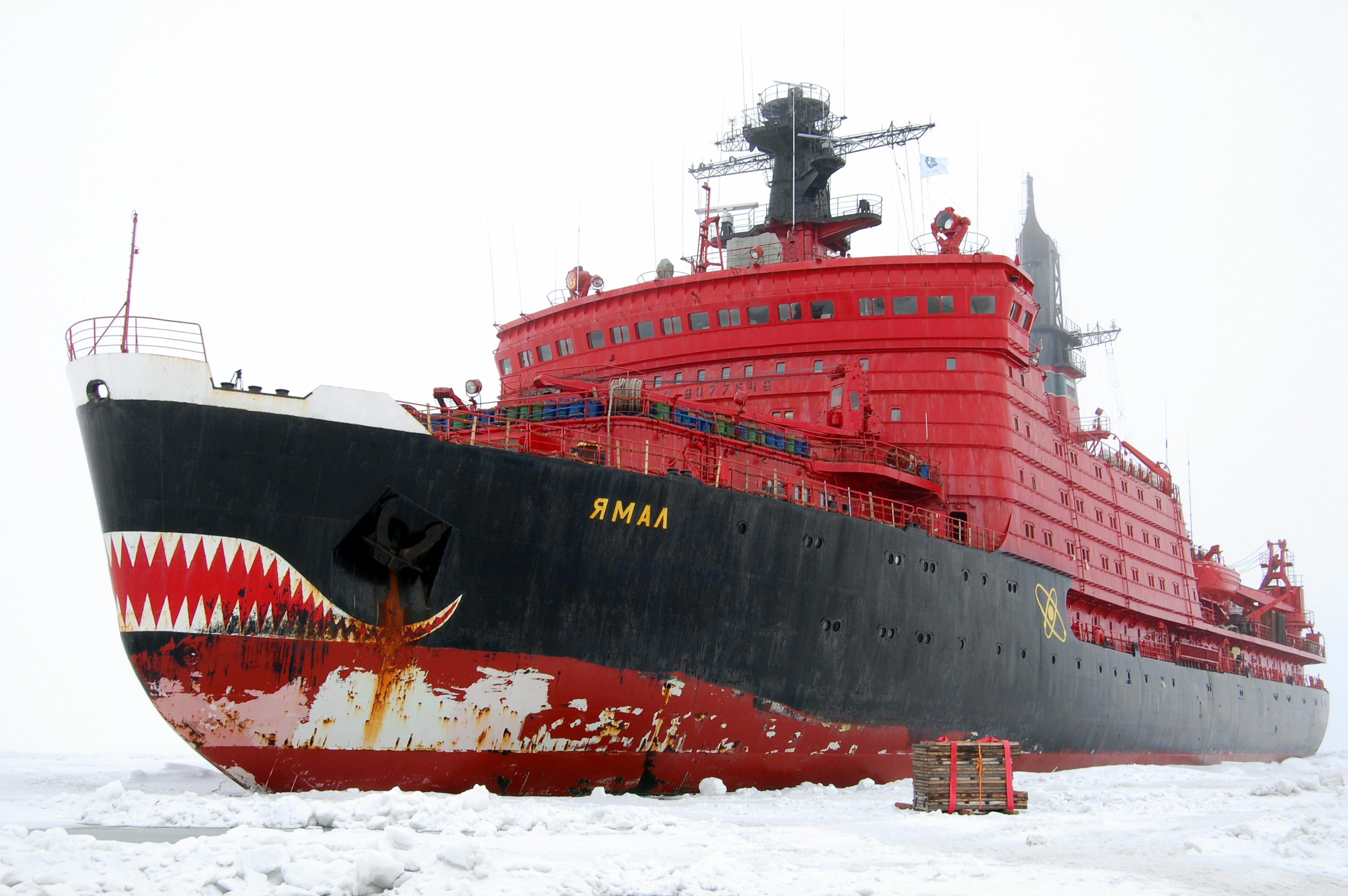
Російський атомний криголам «Ямал»

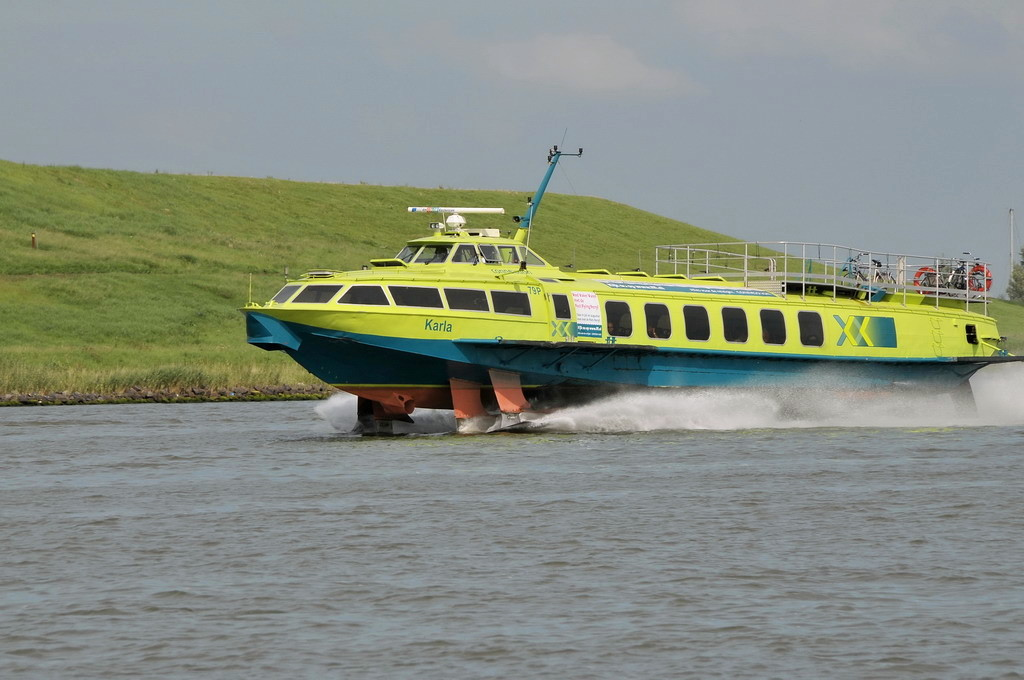
Річковий теплохід на підводних крилах

- транспортні (пасажирські: морські лайнери, круїзні судна; вантажні: ролкери, балкери, танкери, універсали; вантажопасажирські),
- промислові (рибодобувні і рибопереробні: сейнери, траулери, китобійні судна, дрифтери),
- науково-дослідні (експедиційні, гідрографічні),
- навчальні та спортивні,
- спеціальні (лоцманські, плавучі маяки, водолазні, пожежні, для видобування корисних копалин на шельфі),
- судноремонтні (плавмайстерні, плавучі крани, плавучий док),
- службові (криголами, буксири, штовхачі, роз'їзні),
- рятувальні (бази, боти, понтони, буксири),
- технічні (ґрунтовози, днопоглиблювачі).

за районом плавання
- морські (далекого, необмеженого, прибережного плавання, рейдові),
- внутрішнього плавання (річкові, озерні),
- змішаного плавання (річка — море).

за типом головного двигуна (енергетичної установки)
- теплоходи (двигун внутрішнього згоряння),
- пароплави (парова машина),
- турбоходи (парова турбіна),
- газотурбоходи (газова турбіна),
- дизель-електроходи (електричні установки, які отримують енергію від двигуна внутрішнього згоряння),
- електроходи (електричні установки, які отримують енергію від турбіни),
- атомоходи (атомна енергетична установка).

за способом руху
- водовитісні,
- підводні,
- з динамічними принципами підтримки (глісери, на підводних крилах, на повітряній подушці).

за способом руху і типом рушія
- самохідні: гребні, вітрильні та моторні судна (гвинтові, з крильчастим, водометним або роторним рушієм),
- несамохідні судна (наприклад, баржі).

за матеріалом корпусу
Сталеві, з легких сплавів, пластмасові, дерев'яні, залізобетонні, композитні тощо.
за архітектурно-конструктивним типом і кількістю гребних валів
Одно- і двокорпусні, одно- і багатопалубні, з кормовим, середнім і проміжним розташуванням машинного відділення, одновальні, двовальні тощо.
Технічний тип присвоюється суднам на певний термін, зазвичай 5-річний, після закінчення якого кожне судно для збереження свого типу повинно пройти огляд з боку класифікаційної установи. На основі цих оглядів вирішуються питання, чи може бути збережений присвоєний раніше судну тип, який ремонт необхідний для збереження судном типу тощо. При будь-яких більш-менш значних аваріях судно автоматично втрачає свій тип, який може бути відновлений лише на основі спеціального огляду судна за рішенням і на умовах, що залежать від класифікаційного товариства. Найбільші класифікаційні товариства з 1968 року об'єднані у Міжнародну асоціацію класифікаційних товариств (англ. International Association of Classification Societies, IACS) і понад 90 % тоннажу світового торговельного флоту перебуває в товариствах-членах IACS.

## Конструкція судна
Судно є складною інженерною спорудою, яка складається з корпусу, надбудов зі службовими і жилими приміщеннями, технічних засобів, пристроїв, систем та обладнання.
Кожному типу судна відповідає особлива форма корпусу, що залежить від багатьох факторів: призначення судна, умов його експлуатації, швидкості ходу, якості судна та ін. Корпус рухомого судна, аби зменшити опір води та повітря його руху, зазвичай виконується у формі подовженого тіла обтічної форми. Корпуси таких суден мають загострені краї і плавні переходи бічних поверхонь у площину днища. Корпуси стояночних суден, швидкість руху яких не має великого значення, навпаки, роблять прямокутними або площинної форми для спрощення технології їх будівництва.

Деякі елементи судна: 1 — димова труба, 2 — корма (ют), 3 — гвинто-рульова група, 4 — борт, 5 — якірний клюз з якорем, 6 — бульб, 7 ніс (бак), 8 — палуба, 9 — надбудова з ходовою рубкою

Передній, у напрямку руху, край корпусу називається носовим або носом судна, протилежний йому край — кормовий або корма. Аби судно, що йде по сильно схвильованої водній поверхні, не заривалося краями в хвилю, борти корпусу в носовій частині по висоті розширюють (розвалюють). Форми обрисів сучасних суднових корпусів сформувалися в результаті довголітньої практики. Корма судна зазвичай має складнішу конфігурацію, ніж ніс. Це зумовлено тим, що в кормовій частині розміщуються пристрої, що забезпечують маневреність судна — гребні гвинти, стерно тощо (так звана гвинто-стернова група), яким необхідно забезпечити найкращі умови роботи. Форма корпусу всіх рухомих суден в поперечному розрізі робиться симетричною для того, щоб опір його руху на кожен борт корпусу взаємно врівноважувався, а дії керма в кожен бік були б однакові. Поверхні, що обмежують корпус судна зверху, з боків і знизу, відповідно називаються верхньої палубою, бортами і днищем.
Кромки, які утворюються при перетині бортових поверхонь корпусу з діаметральною площиною в носі і кормі судна (якими сполучаються поверхні правого і лівого борту), називаються штевнями. Носовий штевень називається форштевнем, кормовий штевень — ахтерштевнем. Форма обрисів штевнів визначається призначенням судна.
Існують такі форми форштевнів:
- похилий форштевень характеризується прямою похилою лінією, а в підводній частині плавно або під кутом переходить в кільову лінію. Такий форштевень надає судну спрямованість вперед, в поєднанні з розвалом бортів в носовій частині збільшує корисну площу верхньої палуби і покращує підйомність судна на хвилю;
- кліперский форштевень характеризується плавною спрямованою верхнім кінцем вперед лінією. Форма запозичена у вітрильних суден, робиться з тих же міркувань, що і похилий;
- бульбоподібний форштевень має над водою похилу пряму або увігнуту лінію, а підводна частина має краплеподібну форму і опущена трохи нижче кільової лінії. Такий форштевень передбачається на судах з відносно великою шириною корпусу для зменшення опору води руху і збільшення швидкості ходу судна;
- криголамний форштевень в надводній частини характеризується похилою прямою лінією, яка, не доходячи трохи до рівня води, набуває плавний нахил до 30°, нахил триває в підводної частини до плавного переходу в кільову лінію. Такий форштевень мають криголами і судна, які плавають у кризі, для того, аби судно могло з ходу вилазити на крижане поле і своєю вагою продавлювати його;
- прямий форштевень має вертикальну лінію у підводній частини, плавно переходить в кільову лінію. Зустрічається переважно у річкових суден, які мають вільне місце на палубі, і не плавають в умовах відносно великих хвиль, він зручний для огляду простору перед носом судна при плаванні у звуженнях і при підходах до причалів.

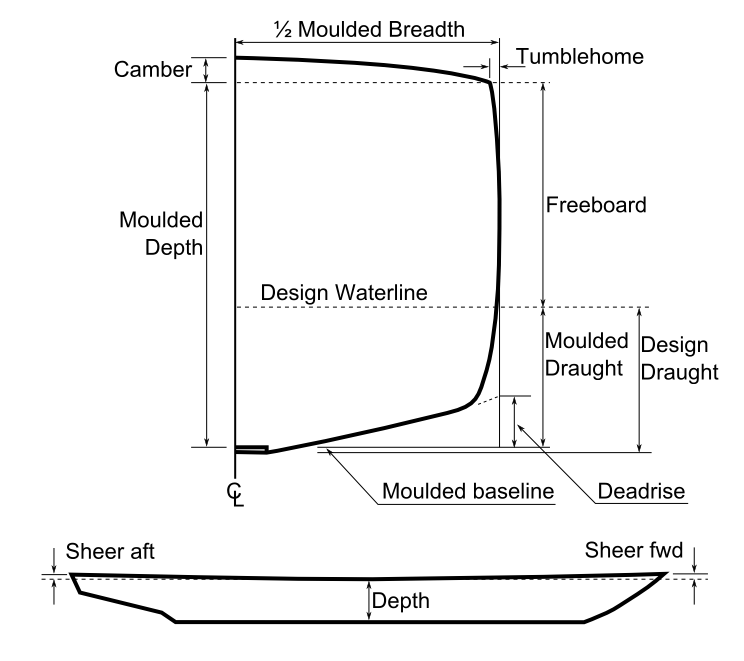
Основні характеристики корпусу судна

Корма судна, як правило, буває трьох типів:
- звичайна корма має високорозташоване звисання верхньої частини корпусу (підзор) над водою. У більшості випадків зустрічається у вантажних одногвинтових суден, що мають невелику швидкість ходу;
- крейсерська корма з утопленим у воду підзором і плавними обводами. Така форма корми збільшує площу палуби і зменшує вихороутворення за корпусом. Застосовується на швидкохідних суднах або на суднах з декількома гребними гвинтами;
- транцева корма має над водою усічений вигляд, утворений вертикальною або похилою в бік корми поперечною площиною, що має назву транець. Така корма буває у суден, де з неї виконуються спеціальні операції, наприклад, на риболовецьких суднах чи мінно-тральних військових кораблях.

Конструкції і споруди, розташовані на верхній палубі судна (в один-два або більше ярусів), називають надбудовами. Надбудова призначається для розміщення службових приміщень і житлових кают.
У верхній частині носової надбудови, як правило, розміщуються штурманська і радіорубка. Попереду або вище них знаходяться ходова рубка і ходовий місток. У найвищій частині надбудови встановлюються радіо- і радіолокаційні антени, прилади і механізми управління, засоби зорового спостереження та зв'язку. На сучасних великих кораблях основу надбудови становить баштова грот-щогла, на верхній частині якої на висоті 20-30 м від води розміщуються встановлюються антени навігаційних радіолокаційних станцій, автоматичної ідентифікаційної системи, супутникового зв'язку. Середня надбудова на більшості кораблів і суден утворюється машинним кожухом, над яким височить одна-дві труби, і шлюпковими рострами.

## Головні розміри судна

Головні розміри судна

Головні (основні) розміри судна — сукупність конструктивних, розрахункових, найбільших та габаритних лінійних розмірів судна, що визначаються паралельно до основних координатних площин та характеризують довжину (L), ширину (В), осадку (Т) і висоту борту (Н). Основні поняття, які використовують для означення головних розмірів, обумовлює ДСТУ 2355-94.
До теоретичних розмірів судна належать: довжина найбільша (Loa) — габаритний розмір судна між носовим і кормовим перпендикулярами; довжина по конструктивній ватерлінії (Lpp) — довжина між перпендикулярами, виміряна по поздовжній осі на рівні конструктивної ватерлінії (DWL) між точками перетину носової і кормової частин конструктивної ватерлінії з діаметральною площиною; висота борту на міделі, дорівнює відстані по вертикалі біля борту між внутрішніми поверхнями горизонтального кіля і палубного настилу; ширина, виміряна по корпусу в середині довжини на рівні вантажної ватерлінії між зовнішніми крайками шпангоутів; осадка, виміряна від вантажної ватерлінії до нижньої точки горизонтального кіля (основної площини судна); дедвейт (DWT) — повна вантажопідйомність судна, що визначається як різниця між повною водотоннажністю (водотоннажність судна з паливом, оливами, технічною та питною водою, вантажами, пасажирами з багажем, екіпажем і запасом продовольства) та водотоннажністю впорожні.
Головні розміри визначають морехідні якості корабля (судна), зручність розташування вантажів та пасажирів, міцність та жорсткість корпусу і можливість його проведення у вузьких місцях (каналах, бухтах, протоках), шлюзах та на мілководді, а також, визначають можливість розташування на стапелі чи у корабельному доку.

## Засоби урухомлення судна

### Види суднових рушіїв
Судновий рушій — пристрій, що створює необхідну для руху судна силу тяги (рушійну силу). Найпоширенішими є реактивні суднові рушії, в яких сила тяги зумовлюється реакцією мас води, повітря або продуктів згоряння палива, що відкидаються у напрямі, протилежному до напряму руху судна. Такі суднові рушії бувають непрямої реакції (весла, гребні колеса, гребні гвинти, повітряні гвинти, крильчасті пристрої) і реакції прямої (наприклад, водомети, повітряно-реактивні двигуни). У активних суднових рушіях (вітрила, ротори тощо) для створення сили тяги використовують енергію вітру або течії води. Суднові рушії можуть приводитись у дію судновими двигунами, мускульною енергією людини (весла), енергією повітря (вітрила). Ефективність суднового рушія (у поєднанні з корпусом судна і кермом) характеризується пропульсивним коефіцієнтом — відношенням корисної потужності (добутку сили тяги на швидкість руху судна) до потужності, що споживається рушієм.

### Суднові двигуни
Судновий двигун — двигун, що забезпечує рух судна (головний двигун) або дію його електрогенераторів, вентиляторів, насосів тощо (допоміжний двигун). Першим судновим двигуном була парова машина. Надалі стали використовувати дизельні двигуни, парові турбіни та газові турбіни. Найчастіше на суднах різних типів як головні та допоміжні двигуни використовують дизелі — найекономічніші з усіх видів суднових двигунів. Парові турбіни (головні двигуни) встановлюють на великих танкерах, газо- і контейнеровозах, на суднах з ядерною силовою установкою тощо. Газові турбіни (переважно як головні двигуни) застосовують на військових кораблях, суднах на підводних крилах, суднах на повітряній подушці. Щоб привести в дію судновий рушій, головний судновий двигун сполучають з гребним валом безпосередньо або через редуктор. Вдаються й до електричного з'єднання (судновий двигун обертає головний електричний генератор, енергія з якого передається на електродвигун гребного вала). На невеликих суднах судновий двигун водночас обертає гребний гвинт і приводить у дію електрогенератор.

## Морехідні і експлуатаційні характеристики суден

### Морехідні якості судна

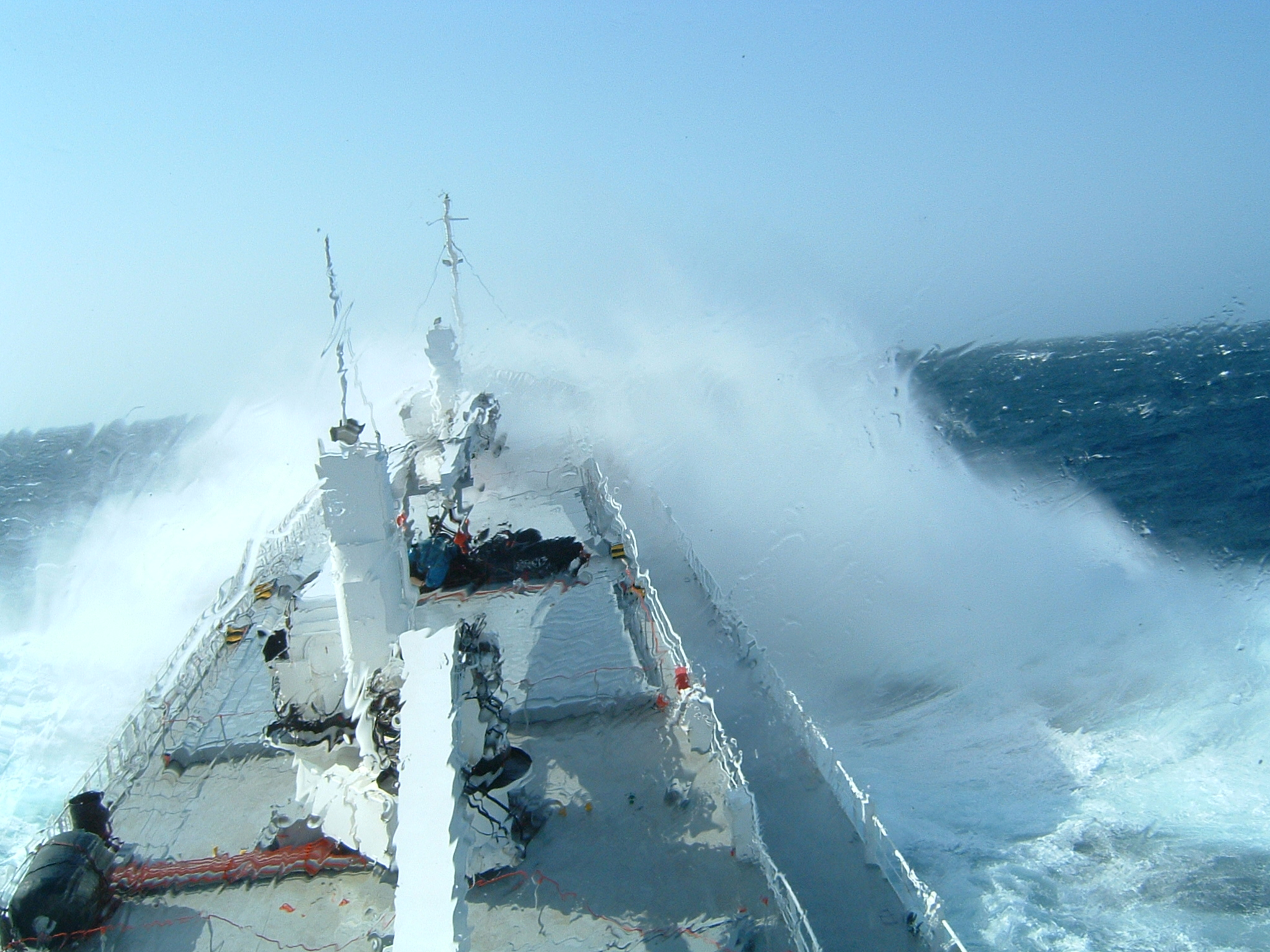
Штормова погода — одна з загроз, якій доводиться протистояти суднам в морі

Морехідні якості визначають надійність і конструктивну досконалість судна. До морехідних якостей належать: плавучість, остійність, непотоплюваність, морехідність, ходовість, керованість судна:
- плавучість — здатність судна плавати в необхідному положенні відносно поверхні води при визначеному навантаженні;
- остійність — здатність судна, відхиленого дією зовнішніх сил від положення рівноваги, повертатися у вихідне положення рівноваги після припинення дії цих сил;
- непотоплюваність — здатність судна зберігати достатню плавучість і остійність після затоплення одного або декількох відсіків;
- морехідність — здатність судна протистояти впливу морського хвилювання (хитавиці) з коливаннями можливо меншої частоти і амплітуди.
- ходовість — здатність судна переміщатися з визначеною швидкістю.
- керованість — здатність судна утримувати заданий напрямок руху або змінювати його відповідно до бажання судноводія.

### Експлуатаційні якості судна
Експлуатаційні якості визначають транспортні можливості і економічні показники судна. Експлуатаційні якості визначаються вантажопідйомністю, вантажо- і пасажиромісткістю, швидкістю, маневреністю, дальністю і автономністю плавання.
- вантажопідйомність — вага усіх вантажів, які може перевезти судно за умови збереження проєктної осадки. Повна вантажопідйомність або дедвейт — це сума усіх змінних вантажів судна, тобто загальна вага вантажу, запасів палива, котельні води, мастила, екіпажу з багажем, запасів питної води і баласту.
- водотоннажність — кількість води, що витісняється судном. Повна водотоннажність це водотоннажність порожнього судна плюс дедвейт. У сучасних суден дедвейт становить 65-75 % від повного тоннажу, у танкерів — 82-85 %.
- вантажомісткість — сумарний обсяг усіх вантажних приміщень в кубічних метрах.
- тоннаж (або місткість) — стандартизована оцінка розмірів судна. Існує валова місткість (брутто) і чиста місткість (нетто). До 1994 р. використовували реєстровий тоннаж (реєстрова місткість), вимірюваний у реєстрових тоннах (брутто-реєстровий і нетто-реєстровий тоннаж)
- швидкість ходу — експлуатаційна якість судна, що забезпечує економічну ефективність транспортних операцій: чим вищою є швидкість, тим більшою є провізна спроможність судна.
- дальність плавання — максимальна відстань, яку судно може пройти із заданою швидкістю без поповнення запасів.
- автономність плавання — максимально допустимий час знаходження в морі без поповнення запасів, що не відносяться до руху корабля.
- маневреність — здатність судна виконувати задані маневри, змінювати напрямок і швидкість руху.
- живучість — здатність судна зберігати свої морехідні та експлуатаційні якості при отриманні пошкоджень[18].